# Scopula enucloides
Scopula enucloides är en fjärilsart som beskrevs av William Schaus 1901. Scopula enucloides ingår i släktet Scopula och familjen mätare. Inga underarter finns listade.